# Symfonie nr. 2 (Silvestrov)
Valentin Silvestrov componeerde zijn Symfonie nr. 2 voor dwarsfluit, percussie, piano en strijkorkest in 1965.

## Geschiedenis
Aan de niet-alledaagse instrumentatie kan je zien dat het geen normale klassieke symfonie betreft. Symfonie staat hier voor samenspel. De symfonie is geschreven vlak nadat de Italiaanse avant-garde componist Luigi Nono een bezoek heeft gebracht aan de Sovjet-Unie. Hij maakte daarbij een grote indruk bij de jonge sovjet-componisten. Dat een dergelijk bezoek vaak alleen symbolisch was bleek wel. Dit werk heeft zonder meer geen goedkeuring gekregen van de Sovjet Componisten Bond of andere autoriteiten.

## Compositie
De symfonie bestaat uit slechts één deel van ongeveer 12 minuten. Alhoewel nog wat onbeholpen vind je in het werk al zijn latere stijl terug. Tussen de wilde en moderne klanken door hoor je al de meditatieve muziek waarin hij zich later specialiseerde. Ook zijn er momenten van bijna gehele stilte.

## Première
De première van dit werk vond plaats op 1 april 1968 in Leningrad, door het Leningrad Kamer Orkest onder leiding van Igor Blasjkof. De theaters in Leningrad probeerden in die tijd wel vaker de richtlijnen uit Moskou dwars te zitten.

## Bron en discografie
- Uitgave van Olympia Compact Discs Ltd. (inmiddels niet meer verkrijgbaar) door het Musica Viva Kamer Orkest o.l.v. Alexander Rudin.